# Першино (Наро-Фоминский район)
Першино — деревня в городском поселении Апрелевка Наро-Фоминского района Московской области России. Население — 7 жителей на 2006 год), в деревне числятся 3 улицы и 2 садовых товарищества. До 2006 года Першино входило в состав Петровского сельского округа
Деревня расположена на правом берегу реки Десна, примерно в 26 км к северо-востоку от Наро-Фоминска, высота центра деревни над уровнем моря 178 м. Ближайшие населённые пункты — практически примыкающее на западе Афинеево и Настасьино Троицкого административного округа Москвы — в 1,5 км на северо-восток.